# Xã Liberty, Quận Licking, Ohio
Xã Liberty (tiếng Anh: Liberty Township) là một xã thuộc quận Licking, tiểu bang Ohio, Hoa Kỳ. Năm 2010, dân số của xã này là 2.360 người.